# Берга (Кифхојсер)
Берга (њем. Berga) општина је у њемачкој савезној држави Саксонија-Анхалт. Једно је од 22 општинска средишта округа Мансфелд-Сидхарц. Према процјени из 2010. у општини је живјело 1.828 становника. Посједује регионалну шифру (AGS) 15087055.

## Географски и демографски подаци
Берга се налази у савезној држави Саксонија-Анхалт у округу Мансфелд-Сидхарц. Општина се налази на надморској висини од 130-200 метара. Површина општине износи 25,7 km². У самом мјесту је, према процјени из 2010. године, живјело 1.828 становника. Просјечна густина становништва износи 71 становника/km².

## Међународна сарадња
| Мјесто | Држава  | Врста сарадње | Од    |
| ------ | ------- | ------------- | ----- |
| Берга  | Шпанија | контакт       | 2000. |
| Извор  |         |               |       |